# Alix M. Freedman
Alix Marian Freedman (Nova Iorque, 25 de novembro de 1957) é uma jornalista americana e editora sobre ética no Thomson Reuters.
Freedman foi criada em Nova Iorque, onde frequentou a The Chapin School antes de se formar na Phillips Exeter Academy (1975). Ela se formou na Universidade de Harvard com um diploma de bacharel em história e literatura.
Ela recebeu vários prêmios, incluindo o Prêmio Pulitzer e o Prêmio Gerald Loeb. Freedman recebeu o Prêmio George Polk em 1999, tornando a primeira da família a ter duas gerações conquistando o prêmio. Seu pai, Emanuel R. Freedman, ganhou o prêmio Polk em 1956.

## Carreira
Freedman ganhou sua primeira experiência em jornalismo escrevendo artigos para os jornais de sua escola. O primeiro de alguns deles foram para The Exonian, Phillips Exeter e The Harvard Crimson. Na época, ela "não se via continuando no jornalismo", embora seu pai, Emanuel Freedman, fosse jornalista. No entanto, ela entrou para o jornalismo.
Em 1979, ela foi contratada como assistente de notícias no The New York Times e trabalhou lá até 1982. Em 1983, trabalhou como repórter da revista BusinessWeek até sair em 1984 para trabalhar no The Wall Street Journal. Freedman passou 27 anos no The Wall Street Journal, primeiro no escritório da Filadélfia (de 1984 a 1987) e depois no escritório de Nova Iorque (de 1987 a 2011). Durante seu tempo com o Journal, ela recebeu três prêmios Loeb, o Prêmio Pulitzer e o prêmio Polk. Em 2011, ela saiu para se tornar a editora global sobre ética e padrões da Reuters.

### Cobertura da indústria do tabaco
Durante seu tempo na sucursal de Nova Iorque, Freedman relatou extensivamente sobre a indústria do tabaco. Em 1993, Freedman e um colega foram agraciados com o Front Page Award por redação especializada para "Fumaça e espelhos: como os fabricantes de cigarro mantêm as questões de saúde 'abertas' ano após ano".
A medida que a indústria do tabaco continuava a enfrentar mais escrutínio, Freedman informou sobre um processo por difamação, pedindo 10 bilhões de dólares, movido por Phillip Morris contra a televisão ABC e seu proprietário Capital Cities Inc. A ação foi movida sobre a palavra spiked, usada na reportagem da transmissão, referindo-se à nicotina sendo adicionada de volta ao tabaco durante o processo de produção. Segundo Freedman, "Tar Wars: Philip Morris está colocando o jornalismo de TV em julgamento em seu processo contra a ABC", relatou o processo e como a empresa de tabaco estava gastando um milhão de dólares por mês para 20 advogados em sua luta contra a ABC. A Capital Cities, com ganhos de apenas 6,4 bilhões em 1994, fez um acordo com a Phillip Morris, imprimindo um pedido público de desculpas e pagando 15 milhões para cobrir as taxas legais das empresas de tabaco.
Freedman recebeu o Prêmio Pulitzer por sua cobertura contínua da indústria do tabaco. Em um desses relatórios, "Phillip Morris Memo Likens Nicotine to Cocaine", ela escreveu sobre um documento interno confidencial de 15 páginas que apontava para o conhecimento das empresas de tabaco sobre a natureza viciante de seu produto. O relatório explicou que a nicotina "'viaja para o cérebro cerca de oito a 10 segundos depois que um fumante inala", "alterando o estado do fumante'".
A série de histórias que levaram ao seu Pulitzer estão listadas abaixo:
- " FTC Will Overhaul Tar and Nicotine Ratings ", The Wall Street Journal, 18 de outubro de 1995[10][15]
- "Phillip Morris Memo compara a nicotina à cocaína", The Wall Street Journal, 8 de dezembro de 1995[10][14]
- "Texto completo: relatório preliminar da Philip Morris Cos.," The Wall Street Journal, 8 de dezembro de 1995[10]
- "Full Text: Patent Search," The Wall Street Journal, 8 de dezembro de 1995[10]
- "'Impact Booster': A empresa de tabaco mostra como a amônia estimula a entrega de nicotina, '" The Wall Street Journal, 28 de dezembro de 1995[10][16]

Em 1998, Freedman e Suein Hwang dividiram o Prêmio Gerald Loeb (prazo e/ou redação), pela cobertura do acordo de responsabilidade da indústria do tabaco.

### Cobertura da mepacrina e esterilização química
Em 1998, Freedman escreveu uma série de reportagens sobre a esterilização química com pastilhas de mepacrina, de mais de cem mil mulheres, que viviam em países pobres em desenvolvimento. Muitos desses procedimentos de esterilização eram indesejados ou feitos sem sua compreensão e consentimento. Ela fez extensas entrevistas com Stephen D Mumford, presidente do Centro de Pesquisa sobre População, antes de viajar para o Vietnã, onde foi detida e quase presa. Ela saiu depois de ter suas notas confiscadas.
Embora ela não tenha planejado isso, "Population Bomb" teve um impacto global. A empresa que fabricava a quinacrina, Siparm Sesseln AG, da Suíça, descontinuou a produção do medicamento, e os procedimentos de esterilização, com o uso do medicamento, foram proibidos no Chile e na Índia.
Nos Estados Unidos, a Food and Drug Administration enviou cartas a Mumford, alertando-o para interromper a distribuição do medicamento a qualquer instalação dos Estados Unidos e destruir seu estoque na Carolina do Norte. Mumford despachou seu estoque de quinacrina para fora dos EUA antes que as pellets serem destruídas, e informou à FDA que não enviaria mais nenhuma droga para pesquisadores nos Estados Unidos.
A série de relatórios foi publicada em junho e agosto de 1998. As histórias estão listadas abaixo.
- "Population Bomb", The Wall Street Journal, Alix M. Freedman, 18 de junho de 1998[18]
- "Dois pesquisadores americanos de anticoncepcionais exportam drogas de esterilização para o Terceiro Mundo", The Wall Street Journal, Alix M. Freedman, 18 de junho de 1998[22]
- "A Índia proíbe a esterilização de mulheres com quinacrina", The Wall Street Journal, Alix M. Freedman e Jonathan Karp, agosto de 1998[23]
- "FDA diz a dois pesquisadores para interromper a distribuição de medicamentos para esterilização ", The Wall Street Journal, Alix M. Freedman, outubro de 1998[24]

O jornal 60 Minutes, da emissora CBS, foi transmitido em 18 de outubro de 1998, relatando o uso de metacrina.
Em um artigo de 1999, publicado pela American Journalism Review, Freedman disse que a Mumford “daria uma avaliação justa e honesta do método” do qual ele era um forte defensor, e assim ela fez. Freedman permitiu que o leitor desse suas conclusões finais sobre o que pensa ao ler suas reportagens dizendo: "Não acredito que você deva ser refém de seus próprios pontos de vista".
Mumford estava convencido de que as ações da FDA eram um "abuso de autoridade" e eram o resultado de uma campanha de difamação e teorias da conspiração.
Freedman recebeu o Prêmio George Polk e foi eleita finalista do prêmio Pulitzer por sua reportagem sobre mepacrina e esterilização química.

## Prêmios
- 1993: Prêmio Gerald Loeb em relação aos jornais notáveis como The Wall Street Journal pela matéria "Fire Power", uma série de histórias sobre armas de baixo preço e a família que dominou o mercado[26]
- 1993: Prêmio Front Page para redação especializada, apresentado pelo Newswomen's Club of New York, (com Laurie Cohen), no The Wall Street Journal, pela matéria: "Fumaça e espelhos: como os fabricantes de cigarro mantêm a questão da saúde 'aberta' ano após ano".[10]
- 1996: Prêmio Pulitzer de Reportagem Nacional, The Wall Street Journal, pela cobertura da indústria do tabaco[27][13]
- 1998: Prêmio Gerald Loeb para "Deadline e/ou Beat Writing", (com Suein L. Hwang), The Wall Street Journal, pela cobertura da indústria do tabaco[17]
- 1998: "Investigative Reporters an Editors Certificate", (grandes jornais), para "Population Bomb", Wall Street Journal, para cobertura de esterilização química[28]
- 1999: Prêmio George Polk para reportagem internacional do jornal The Wall Street Journal, por histórias sobre a esterilização de mulheres no terceiro mundo, muitas vezes sem o seu consentimento[5]
- 2004: Prêmio Matrix, Associação para Mulheres nas Comunicações[29]
- 2010: Prêmio de Editor Gerald Loeb[30][31]